# دوتسه

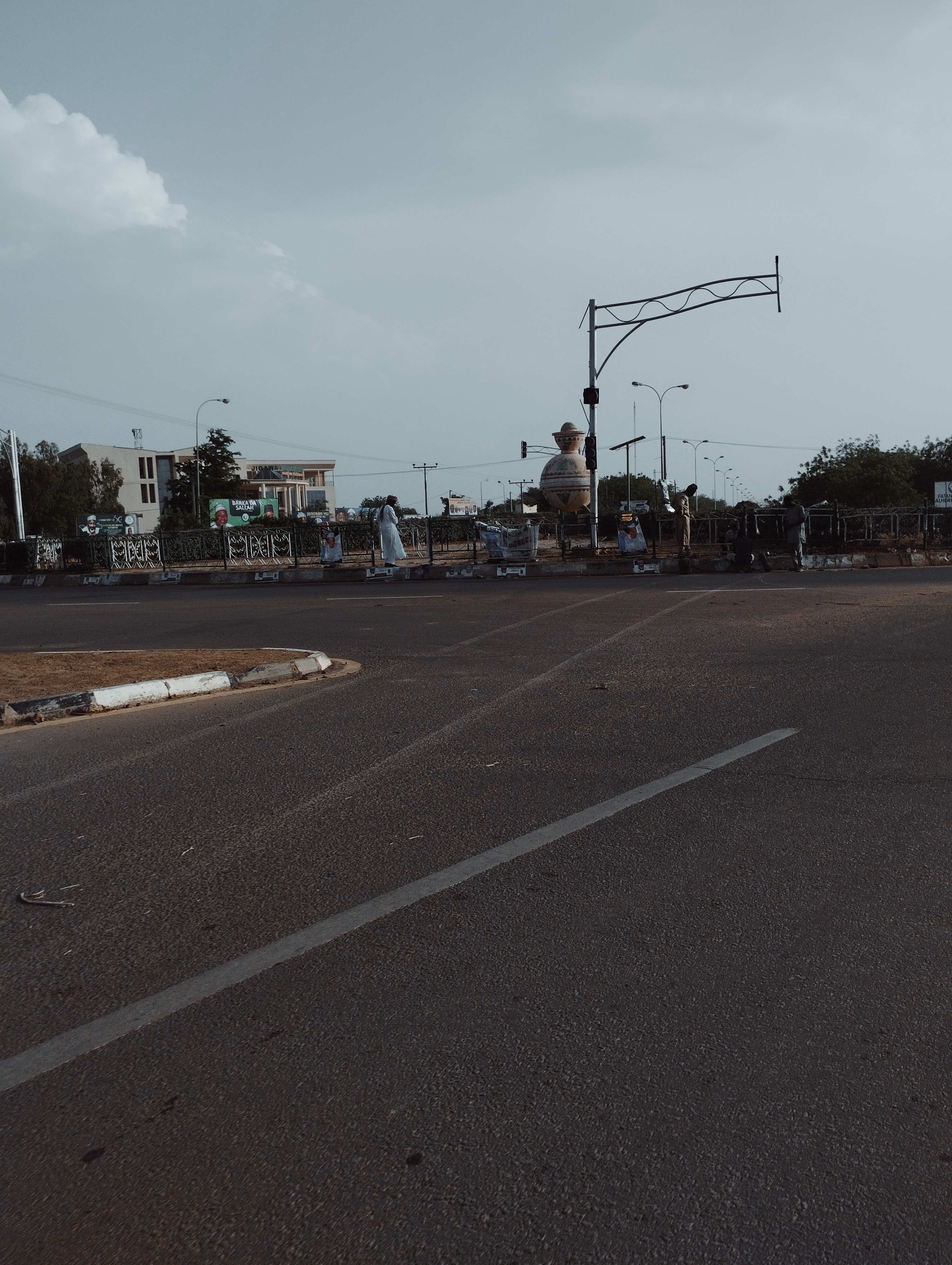
شاتالتاله در برنین دوتسه

دوتسه (به لاتین: Dutse) یک شهر در نیجریه است که در ایالت جیگاوا واقع شده‌است.